# Michael Woolson
Michael Woolson is een Amerikaanse acteur en acteurcoach.

## Biografie
Woolson begon in 1991 met acteren in de televisieserie Growing Pains. Hierna heeft hij nog meerdere rollen gespeeld in televisieseries en films zoals Beverly Hills, 90210 (1996) en Au Pair (1999).
In deze tijd leerde hij het vak van de acteurcoach Larry Moss, tijdens de lessen die hij volgde kwam hij erachter dat het zijn roeping was om ook acteurcoach te worden. In 1998 ontwierp Woolson een cursus voor de UCLA Extension Program en hierdoor werd hij uitgenodigd door Larry Moss om mee te doen met een selecte groep coaches in zijn studio. Woolson heeft vier jaar meegelopen met Moss en toen startte hij zijn eigen studio op: the Michael Woolson Studio in de buurt van Beverly Hills. Woolson geeft les in zijn studio of op locatie, wat de klant wenst. In de jaren dat hij voor zichzelf werkt heeft hij een zeer goede naam opgebouwd.

## Filmografie

### Films
- 2000 Operation Sandman – als Chaney
- 1999 Au Pair – als Charlie Cruikshank
- 1997 A Thousand Men and a Baby – als Clemmer
- 1997 The First to Go – als Tim Gardner
- 1996 Vows of Deception – als Nick
- 1996 Widow’s Kiss – als Paul Fairchild
- 1995 Eye of the Stalker – als Kyle Kennedy
- 1994 Menendez: A Killing in Beverly Hills – als Craig
- 1993 Alive – als Juan Martino

### Televisieseries
Uitgezonderd eenmalige gastrollen.
- 1996 Beverly Hills, 90210 – als Erik Budman – 5 afl.